# Aurboda
Aurboda o Aurboða és, en la mitologia nòrdica, una geganta, dona d'Aegir i mare de Gerðr i Beli.

## Eddes
Aurboda apareix citada a l'Edda poètica, compilació del segle xiii i a l'Edda prosaica escrita per Snorri Sturluson (també del segle xiii).